# Варайский язык
Варайский язык (винарайский язык, язык самар-лейте, самоназвание Wáray-Wáray) — язык, распространённый в филиппинских провинциях Самар, Северный Самар, Восточный Самар, Лейте (восток) и Билиран. Национальный язык варайцев.

## Грамматика

### Местоимения
|                         | Абсолютив  | Эргатив        | Косвенный падеж |
| ----------------------- | ---------- | -------------- | --------------- |
| 1-е л. ед. ч.           | ako, ak    | nakon, nak, ko | akon, ak        |
| 2-е л. ед. ч.           | ikaw, ka   | nimo, nim, mo  | imo, im         |
| 3-е л. ед. ч.           | hiya, siya | niya           | iya             |
| 1-е л. мн. ч. инклюзив  | kita, kit  | naton          | aton            |
| 1-е л. мн. ч. эксклюзив | kami, kam  | namon          | amon            |
| 2-е л. мн. ч.           | kamo       | niyo           | iyo             |
| 3-е л. мн. ч.           | hira, sira | nira           | ira             |

### Синтаксическая связка
В варайском языке, как и в других филиппинских языках, нет аналога синтаксической связки, подобной глаголу «быть» в большинстве индоевропейских языков. В тагальском языке, например, фраза «Siya ay maganda» (Она красива) содержит слово ay, которое не является связкой в вышеуказанном смысле между предикатом maganda (красивый) и субъектом Siya (он или она), а скорее как маркер инверсии предложения.
В варайском языке выражение «Она красива» передаётся как «Mahusay hiya» или иногда как «Mahusay iton hiya» (iton является определённым артиклем для hiya, «она»), поскольку в варайском отсутствует как связка настоящего времени, так и маркер инверсии.
Глагол «быть» используется в ряде случаев, но намного реже, чем в индоевропейских языках:
Makuri maging estudyante. (Трудно быть студентом)
Ako it magiging presidente! (Я буду президентом!)
Ako an naging presidente. (Я стал президентом)

### Вопросительные слова
| варайский  | варайский | тагальский | русский |
| лейте      | самар     | тагальский | русский |
| ---------- | --------- | ---------- | ------- |
| hin-o      | sino      | sino       | кто     |
| kay-ano    | kay-ano   | bakit      | почему  |
| diin       | diin      | saan       | где     |
| kanay      | kankanay  | kanino     | чей     |
| pa-o-nanho | guin-aano | paano      | как     |
| san-o      | san-o     | kailan     | когда   |
| nano       | nano/ano  | ano        | что     |

## Орфография
Ныне не существующая Sanghiran San Binisaya ha Samar ug Leyte (Академия висайского языка провинций Самар и Лейте) утвердила стандартную орфографию, но она не получила широкого распространения. На деле распространены варианты написания одних и тех же слов (чаще всего различаются гласные):
- diri или dire («нет»)
- hira или hera («их»)
- maopay или maupay («хороший»)
- guinhatag или ginhatag («дал»)
- direcho или diritso («прямо (вперёд)»)

### Числительные
«Родные» числительные используются для счёта от 1 до 10. Начиная с 11, используются испанские числительные, тогда как оригинальные варайские практически забыты.
```
   Числительн.  Варайский         Варайский (испан. заимств.)
   
   1             Usá               Uno
   2             Duhá              Dos
   3             Tuló              Tres
   4             Upat              Kuwatro
   5             Limá              Singko
   6             Unom              Siez/says
   7             Pitó              Siete/syete
   8             Waló              Ocho/otso
   9             Siyám             Nuebe/nueve
   10            Napúlô            Diez
   11            (Napúlô kag usá)  Onse
   20            (Karuhaan)        Baynte
   30            (Katloan)         Trenta
   40            (Kap-atan)        Kwuarenta
   50            (Kalim-an)        Singkwenta
   60            (Kaunman)         Siesenta
   70            (Kapitoan)        Setenta
   80            (Kawaloan)        Ochienta
   90            (Kasiaman)        Nobenta
   100           (Usa ka Gatus)    Cien
   1000          (Usa ka Yukut)    Mil
```

### Некоторые распространённые слова и выражения
Примеры из городского диалекта области Таклобан:
- Доброе утро (полдень/день/вечер): Maupay nga aga (udto/kulop/gab-i)
- Вы понимаете по-варайски?: Nakakaintindi/Nasabut ka hin Winaray? (hin или hiton)
- Спасибо: Salamat
- Я люблю тебя: Hinihigugma ko ikaw или Ginhihigugma ko ikaw или Pina-ura ta ikaw
- Откуда Вы?: Taga diin ka? или Taga nga-in ka? или Taga ha-in ka?
- Сколько это стоит?: Tag pira ini?
- Я не могу понять: Diri ako nakakaintindi
- Я не знаю: Diri ako maaram или Ambot
- Что: Ano
- Кто: Hin-o
- Где: Hain
- Когда (в будущем): San-o
- Когда (в прошлом): Kakan-o
- Почему: Kay-ano
- Как: Gin-aano?
- Да: Oo
- Нет: Dire или Diri
- Там: Adto или Didto или Ngad-to
- Здесь: Didi или Nganhi
- Впереди, перед (чем-либо): Atbang или Atubangan
- Ночь: Gab-i
- День: Adlaw
- Ничего: Waray
- Хорошо: Maupay
- Кто Вы?: Hin-o ka?
- Я друг: Sangkay ak.
- Я заблудился здесь: Nawawara ak didi.
- Возможно: Kunta или Bangin